# معمای مصور

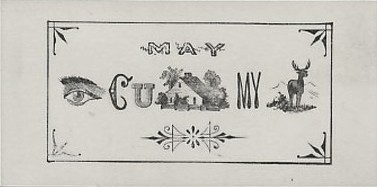
یک معمای مصور "اسکورت کارت" متعلق به حدود سال ۱۸۶۵ که به شکل May I See You Home my Dear خوانده می‌شود به معنی "میشه برگردی خونه عزیزم؟"

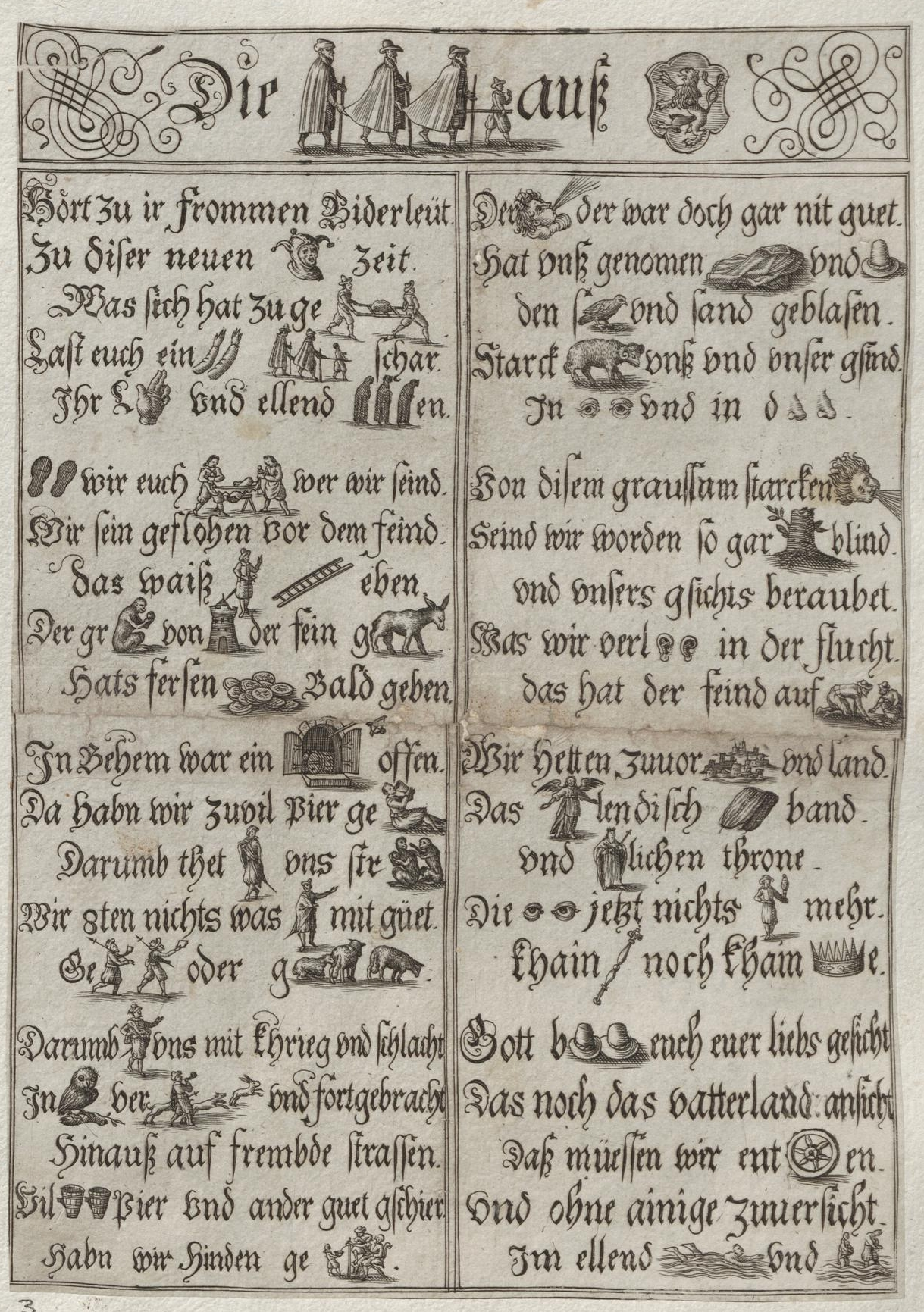
یک معمای مصور آلمانی، حدود ۱۶۲۰.

معمای مصور (به انگلیسی: rebus) یک روش تلمیح تصویری است که با استفاده از تصاویر برای نشان دادن کلمه یا بخشی از کلمه به کار می‌رود. این روش در قرون وسطی به عنوان یکی از روش‌های محبوب در نشان شناسی برای نشان دادن نام خانوادگی افراد بود.
برای مثال در آن فرم اولیه سه ماهی سالمون (ماهی) برای نمایش نام خانوادگی «سالمون» استفاده می‌شد. یک مثال پیچیده‌تر معمای مصور مربوط به اسقف والتر لیارت (Walter Lyhart) در نورویچ بود که به شکل گوزنی که روی آب دراز کشیده (Hart Lying on Water) تصویر سازی شده بود.

## معماهای مصور مدرن، بازی با کلمات
مثال‌های امروزی معمای مصور که در بازی با واژگان به کار می‌رود به شکل زیر است.
H +  = Hear; or Here.
از عکس گوش به جای Ear استفاده شده است.
با بسط این مفهوم در جانمایی کلمات در میان کلمات دیگر سعی در انتقال مفهوم به بیننده می‌شود. برای مثال:
p walk ark: Walk in the park
در این مثال کلمه walk به معنای پیاده‌روی در میان کلمه park به معنی پارک، گذاشته شده تا مفهوم پیاده‌روی در پارک را نشان دهد.
نمونه‌های متداول امروزی معمای مصور در چت‌ها کاربرد زیادی دارد به عنوان مثال از CU به جای See You استفاده می‌شود که به آن Grammogram گفته می‌شود.
یک مثال امروزی دیگر بازی «آفتابه» است که نسخه‌هایی از آن برای سیستم عامل اندروید ساخته شده‌است.